# Cha Kyung-bok
차경복 ou Cha Kyung-bok, né le 10 janvier 1938 (1937 selon certaines sources) à Jeongeup en Corée et mort le 31 octobre 2006, était un footballeur, arbitre et entraîneur sud-coréen de football.

## Carrière de joueur
En tant milieu de terrain international sud-coréen, il participa aux Jeux asiatiques de 1962, remportant la médaille d'argent, et aux Jeux olympiques de 1964, où il ne joua qu'un match contre l'Égypte, mais la Corée du Sud fut éliminée au premier tour. Il joua pour Industrial Bank of Korea FC.

## Carrière d'arbitre
En tant qu'arbitre, il a officié dans une compétition majeure : les Jeux olympiques de 1984. Il arbitra un match du premier tour et un quart-de-finale. Il fit aussi un match des éliminatoires de la Coupe du monde 1986 (Japon-Singapour 5-0).

## Carrière d'entraîneur
Il fut élu "Entraîneur de l'année de l'AFC" en 2003. 
- 1967-? :  Université Kyunghee
- ?–? :  Industrial Bank of Korea FC
- ?–? :  Université d'Incheon
- 1985–? :  Université Kyunghee
- 1995-1996 :  Jeonbuk Dinos
- 1998-2004 :  Seongnam Ilhwa Chunma